# Valentine (char)
Pour les articles homonymes, voir Valentine.
Le Valentine est le char d'infanterie britannique le plus produit durant la Seconde Guerre mondiale (8 272 exemplaires, et 1 420 au Canada). Conçu en 1938, il fut en service entre 1940 et 1944. Il était réputé pour son bas coût et sa fiabilité.

## Histoire
Basé sur le char Cruiser Mk II, le Valentine fut conçu par la compagnie Vickers-Armstrong et proposé au Ministère de la guerre en février 1938. Ses concepteurs avaient essayé de combiner le poids d'un char Cruiser (de manière à pouvoir en réutiliser les suspensions et des éléments de la transmission) avec le blindage d'un char d'infanterie, ce qui produisit un petit véhicule avec un intérieur exigu et une tourelle servie par deux hommes. Bien que son moteur soit plus faible que celui du char Matilda, du fait de son blindage plus léger il avait la même vitesse de pointe et était beaucoup plus facile et moins cher à produire.
Le Ministère de la guerre se montra d'abord réservé en raison de la petite taille de la tourelle et du compartiment de l'équipage. Cependant, soucieux de la situation en Europe, il finit par donner son accord en avril 1939. Le Valentine fit ses premiers essais en mai 1940, ce qui coïncidait avec la perte de presque tout le matériel britannique durant l'évacuation de Dunkerque. Ces essais furent réussis et le char fut aussitôt mis en production sous le nom d‘Infantry Tank III Valentine.
Il existe plusieurs versions de l'origine du nom Valentine. Selon la plus courante, le char aurait été proposé au Ministère de la guerre le jour de la Saint-Valentin (14 février). Certaines sources affirment cependant que cette présentation a eu lieu le 10. Selon une autre version, le nom Valentine honorait Sir John Valentine Carden, le responsable du développement du char Cruiser et de nombreux autres véhicules Vickers. Une troisième version affirme que Valentine est un acronyme de Vickers-Armstrong Ltd, Elswick (quartier de Newcastle) & Newcastle upon Tyne.
Le char Valentine fut produit jusqu'en avril 1944 ; il fut le char britannique le plus produit durant la Seconde Guerre mondiale avec 6855 exemplaires au Royaume-Uni (par les sociétés Vickers, Metropolitan-Cammell Carriage and Wagon et Birmingham Railway Carriage and Wagon Company), plus 1420 autres au Canada. Ils furent le principal envoi du Commonwealth à l'Union soviétique dans le cadre du programme Lend-Lease, avec 2394 des exemplaires du Royaume-Uni et 1388 de ceux du Canada (les 30 restants servant à l'entraînement).

## Histoire au combat

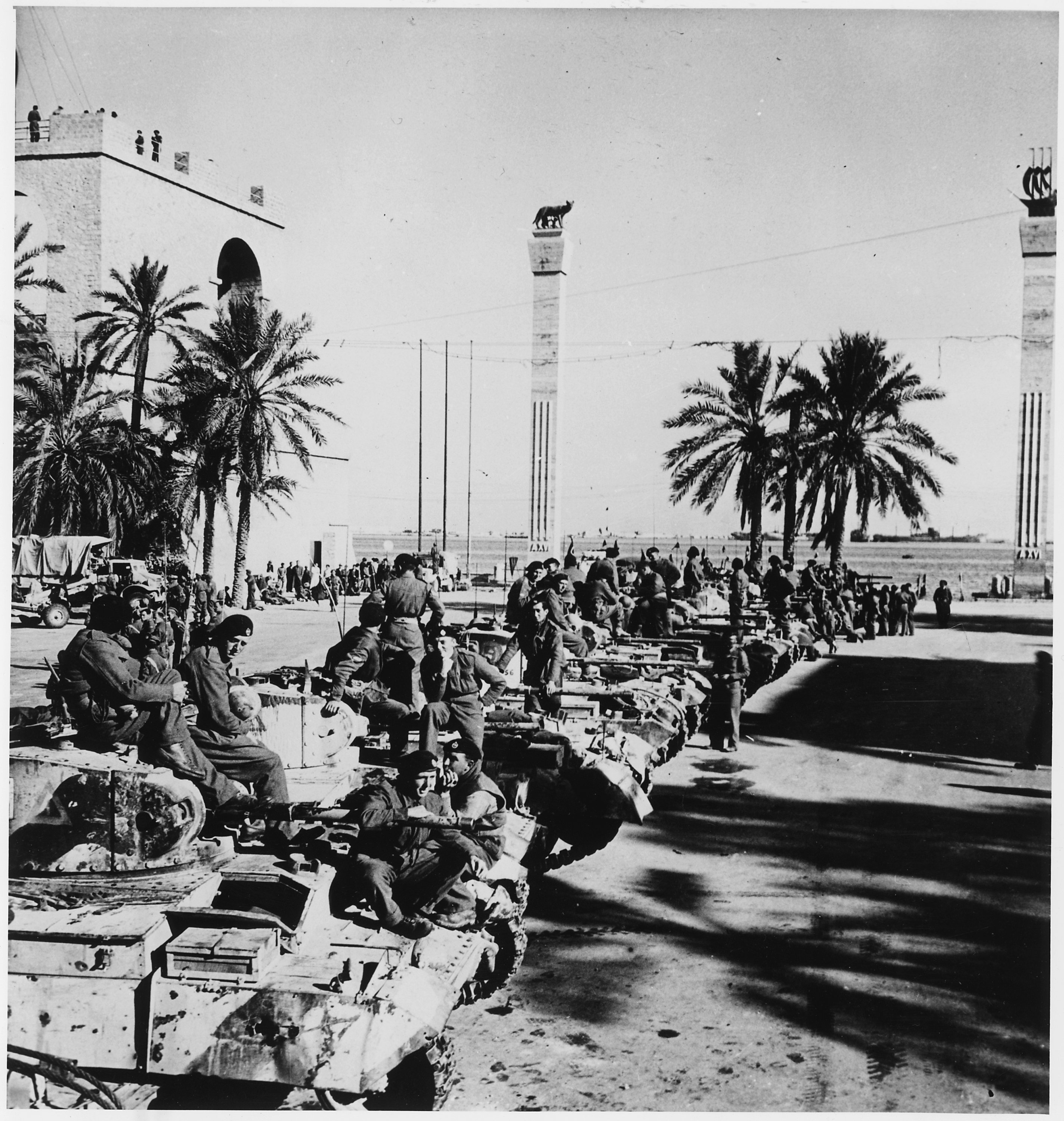
Chars Valentine de la 8e armée britannique à Tripoli (Libye) après la prise de la ville, janvier 1943.

Le char Valentine fut employé pour la première fois en novembre 1941 en Afrique du Nord, lors de l'opération Crusader lorsque le 8e RTR de la 1re Armée royale prit le fort Capuzzo, le 22 novembre 1941. La plupart des onze versions ont vu leur baptême du feu dans les vastes étendues du désert, jusqu'à la fin de la campagne de Tunisie. Il commença alors à remplacer le char Matilda. En janvier 1942, ils contribuèrent au soutien de la 2e division sud-africaine lors de la prise de Bardia. Certains (du 7e RTR) furent également piégés à Tobrouk et participèrent activement à la défense de la ville. Ceux de la 23e Brigade blindée participent à la première bataille d'El Alamein. Lors de la deuxième bataille d'El Alamein, les quelques Valentines de première ligne étaient des versions améliorées (Mark VII). Il fut utilisé largement dans la suite de la Guerre du désert, où il gagna une réputation de fiabilité et de bonne protection. Il était fiable, robuste, bien protégé, relativement facile à entretenir. Ils étaient difficiles à toucher et faciles à dissimuler avec un peu de couverture, dans n'importe quelle dépression importante du sol avec une silhouette basse et bien protégée, surtout comparée au Sherman. Ils ont fait preuve d'une endurance exceptionnelle. Certains Valentine I et II du VIIIe RTR avaient parcouru 3 000 miles de désert avant d'atteindre la Tunisie en 1943. Ils se sont révélés capables de parcourir 500 miles sans entretien. Ils avaient cependant les mêmes faiblesses que les autres tanks britanniques de l'époque :
- Son canon de 40 mm (1,57 in) ne pouvait pas tirer des projectiles à haut pouvoir explosif et fut rapidement dépassé aussi comme arme anti-char.
- La taille de la tourelle et de son anneau permettait difficilement d'y adapter un canon plus puissant : des modèles équipés d'un canon de 57 mm, puis d'un canon de 75 mm furent fabriqués, mais quand ils atteignirent le champ de bataille en quantité significative, des tanks supérieurs y avaient déjà fait leur apparition.
- Le compartiment de l'équipage était trop petit et la tourelle n'admettait que 2 hommes. Une tourelle plus grande, admettant un chargeur, fut installée sur certains modèles à canon de 40 mm, mais la place de ce troisième soldat dut être supprimée sur les modèles à canon plus puissant.

Lors du débarquement en Sicile (juillet 1943), il côtoie ses futurs remplaçants au sein de la 8e armée britannique. En Sicile et en Italie, ils sont arrivés en nombre croissant. Malgré cela, les faibles QF 2-pdr sont restés la norme pendant la majeure partie du conflit et, de ce fait, ils ont été progressivement supprimés pour des tâches secondaires ou ont été convertis à d'autres tâches. Certains étaient stationnés à Gibraltar, à Madagascar, à Malte. Au total, les 6e, 8e et 11e divisions blindées, ainsi que la 1re division polonaise (entraînée en Écosse et déployée en Italie en 1944-45), étaient pour la plupart équipées de Valentine.
D'une manière générale, ils ont conservé leur mission initiale de chars d'infanterie d'appui rapproché et ont été vus transportant des hommes vers la ligne de front en tant que véhicules blindés de transport de troupes improvisés.
En France, en juin 1944, la moitié des Valentine en service étaient des versions 6-pdr, jugées plus adaptées à l'action de première ligne. Cependant, leur blindage n'était pas à la hauteur de la plupart des chars allemands de l'époque. Le type étant désormais obsolète, ils furent définitivement retirés aux fonctions de deuxième ligne, stationnés à l'arrière-garde, renvoyés en Grande-Bretagne pour s'entraîner (comme la plupart des modèles construits au Canada) ou à l'étranger (pour servir dans les troupes de l'ANZAC).
Fin 1944, le char Valentine fut presque complètement remplacé sur le théâtre européen des opérations par le char Churchill et le Sherman M4 américain. Dans le Pacifique, il fut employé en nombre limité jusqu'en mai 1945.
La Nouvelle-Zélande a reçu 255 Mk.II, III et V Valentine, dont la 3e Division néo-zélandaise a utilisé 34 dans sa campagne du Pacifique de 1944. Ils ont modifié le 9 Mk.III au standard MK.IIICS (Close Support) en remplaçant le canon standard 2 pdr par des obusiers de 3 pouces (76,2 mm) des versions excédentaires Matilda Mk.IV CS, et ont joué un rôle déterminant dans la campagne du Pacifique jusqu'à la fin de la guerre. Parmi les autres utilisateurs du Valentine figuraient les Australiens (principalement en Afrique du Nord), les Polonais et les Français libres (quelques-uns) en Tunisie et en Italie.
Six Valentines du B Special Service Squadron, RAC, participèrent également à l'attaque de Diego Suarez à Madagascar (5-7 mai 1942). Un escadron était affecté à Gibraltar.
Leur service en Birmanie est peu connu : le 146 RAC (9th Battalion the Duke of Wellington's Regiment) reçut ses Valentines en octobre 1942 et d'autres avec des tourelles de trois hommes en février 1943. C'était le seul régiment utilisant ce char en Birmanie. Les Valentines de l'escadron C ont participé à un assaut amphibie sur Donbiak dans l'Arakan. Trois chars ont été perdus dans un fossé (redécouvert en 1945). Ils se sont révélés immunisés contre les tirs antichar japonais, mais l'assaut a néanmoins échoué. Aucun Valentine n'a été engagé pour la deuxième offensive d'Arakan en 1944. Le 25th Dragoons a brièvement utilisé le Valentine lors d'un deuxième passage en Inde, mais s'est converti au Sherman à la fin de 1944.

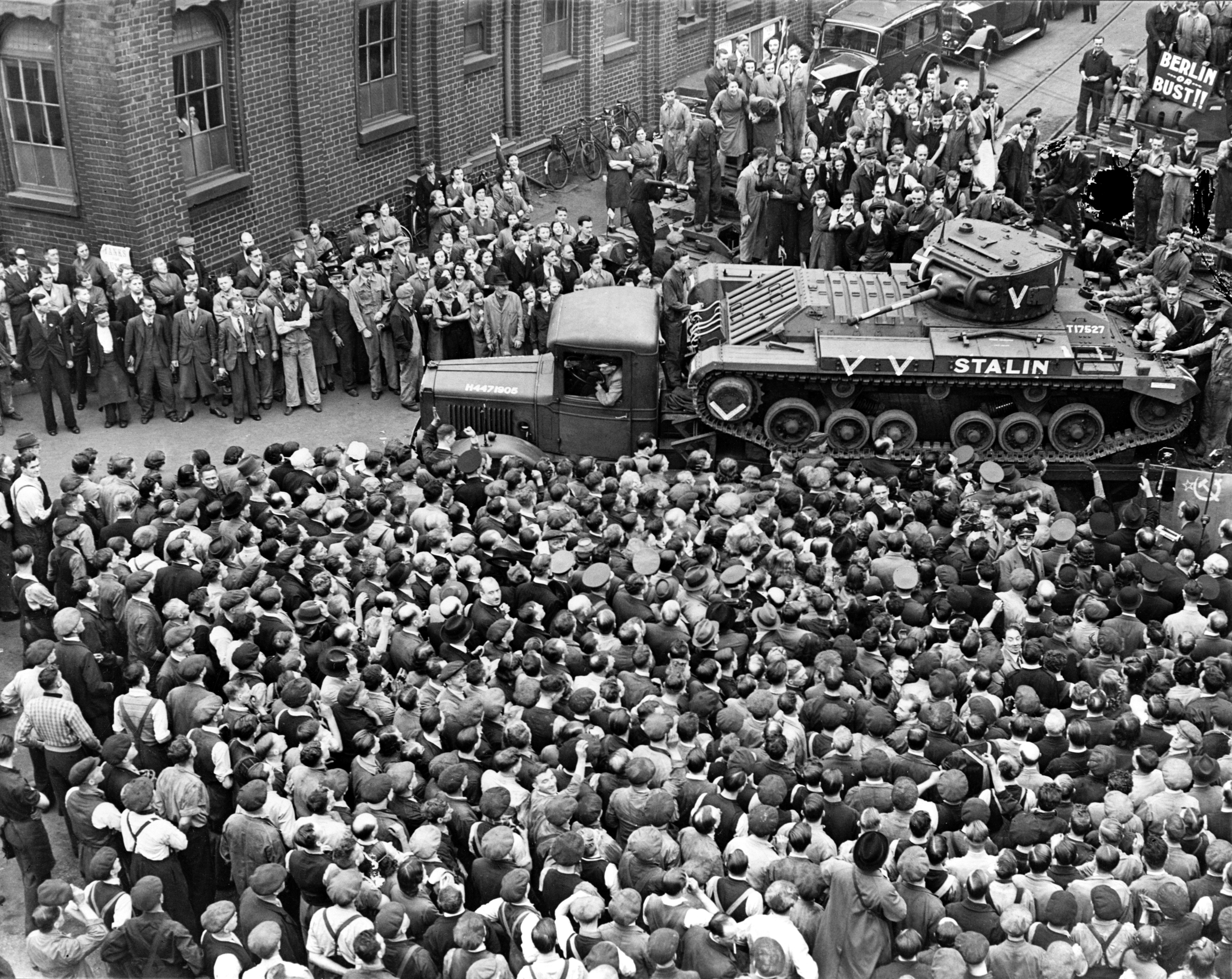
Char Valentine "Staline" produit pour l'Union soviétique.

En Union soviétique, le Valentine fut utilisé de la bataille de Moscou (octobre 1941) à la fin de la guerre. Il fut surtout employé sur les fronts sud[citation nécessaire], d'une part parce qu'il était livré via l'Iran, et d'autre part pour éviter de l'utiliser dans les climats les plus froids. Bien que critiqué pour sa vitesse et son armement faibles, il fut apprécié pour son faible encombrement, sa fiabilité et son blindage globalement correct.

## Modèles

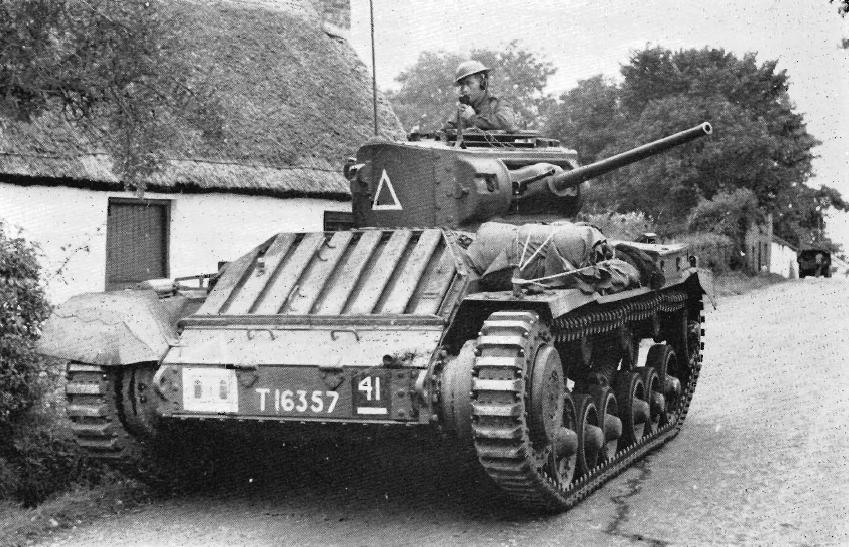
Infantry Tank Mk III (Valentine Mk I)

Valentine I (Tank, Infantry, Mk III) (350 exemplaires)

Les premières livraisons se font en Mai 1940. Ce premier modèle de l'Infantry Tank Mk III fut principalement engagé en Libye (à partir de l'Opération Crusader), tandis que les restants sont restés en Angleterre pour l'entrainement. Il possédait un blindage riveté, un moteur à essence AEC (Associated Equipment Company) A189 de 135 chevaux, un canon Ordnance QF 2 pounder (40 mm) et une mitrailleuse coaxiale Besa. L'équipage était composé de seulement trois hommes en raison de l'étroitesse de l'intérieur, sa tourelle 2 places obligeait le commandant de char à jouer aussi le rôle de chargeur d'armes à feu, de mitrailleur et d'opérateur radio. Dès le départ, une mitrailleuse coaxiale Besa constitue l'armement secondaire. La production a été précipitée à un point tel que de nombreux problèmes ont ensuite été détectés et résolus seulement sur le Valentine II.

Valentine II. Le réservoir extérieur est visible.

Valentine II (Tank, Infantry, Mk III*) (700 exemplaires)

Cette version est apparue en 1941. En juin, la désignation « Valentine » était officialisée. Ce modèle utilisait un moteur 6 cylindres diesel AEC A190 de 131 chevaux, à un régime inférieur et avec plus de couple que le moteur A189. Pour augmenter le rayon d'action, un réservoir supplémentaire était installé à gauche du compartiment moteur.
Valentine III

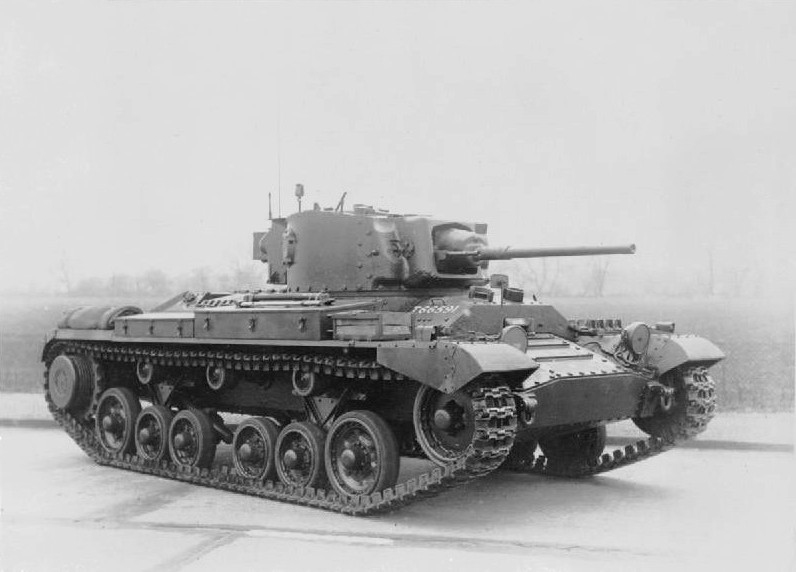
Valentine III. Remarquer la tourelle différente.

Le Valentine III est apparu fin 1941 et était l'une des versions les plus produites de toute la série. La grande amélioration est venue avec une tourelle entièrement repensée, avec un nouveau masque interne et un panier de tourelle agrandi, donnant l'espace supplémentaire indispensable pour accueillir un chargeur pour alimenter le canon, ce qui permettait de décharger le commandant de char. Pour compenser l'augmentation du poids, l'épaisseur du blindage latéral était réduite de 60 mm à 50 mm (2,36 à 1,97 pouces). Le canon principal était désormais un QF 2 pounder Mk.V.
Valentine IV

C'est un Valentine II muni d'un moteur diesel General Motors 6004 de 138 hp et d'une transmission fabriquée aux États-Unis en raison des pénuries de fabrication anglaise. Son rayon d'action était un peu plus faible, mais il était plus silencieux et plus fiable.
Valentine V

C'est un Valentine III muni des mêmes éléments américains. Produit à partir de 1942.
Valentine VI

C'est une version du Valentine IV construite au Canada. Il utilise des pièces mécaniques canadiennes et américaines. Les derniers Valentine VI produits avaient un blindage oblique à l'avant. Les tout-premiers avaient encore une mitrailleuse coaxiale Besa, mais celle-ci fut bientôt remplacée dans cette position par une mitrailleuse Browning 1919.
Valentine VII

Autre version canadienne, c'est essentiellement un Valentine VI avec des changements internes et une radio différente.
Valentine VIIA

C'est un Valentine VII avec des réservoirs détachables, de nouvelles chenilles et des phares protégés.
Valentine VIII

Un Valentine III amélioré avec canon Ordnance QF 6 pounder (57 mm). Pour lui faire de la place, on supprime le poste de pourvoyeur et la mitrailleuse coaxiale Besa. L'épaisseur du blindage latéral est encore réduite. Équipé du moteur 6 cylindres diesel AEC A190 de 131 chevaux.
Valentine IX

Valentine IX.

Un Valentine V amélioré avec canon de 6 livres (57 mm) et la même réduction de blindage que le Valentine VIII. Les derniers exemplaires produits bénéficièrent d'une version de 165 chevaux du moteur diesel General Motors 6004, ce qui améliorait dans une certaine mesure leur mobilité.
Valentine X
Une nouvelle tourelle et un moteur de 165 chevaux. Une mitrailleuse coaxiale Besa fut à nouveau installée. L'habitacle était soudé.
Valentine XI

C'est un Valentine X amélioré par un canon de 75 mm et une version de 210 chevaux du moteur diesel General Motors 6004. Également soudé, il servit seulement de tank de commandement.
Valentine DD (293 exemplaires)

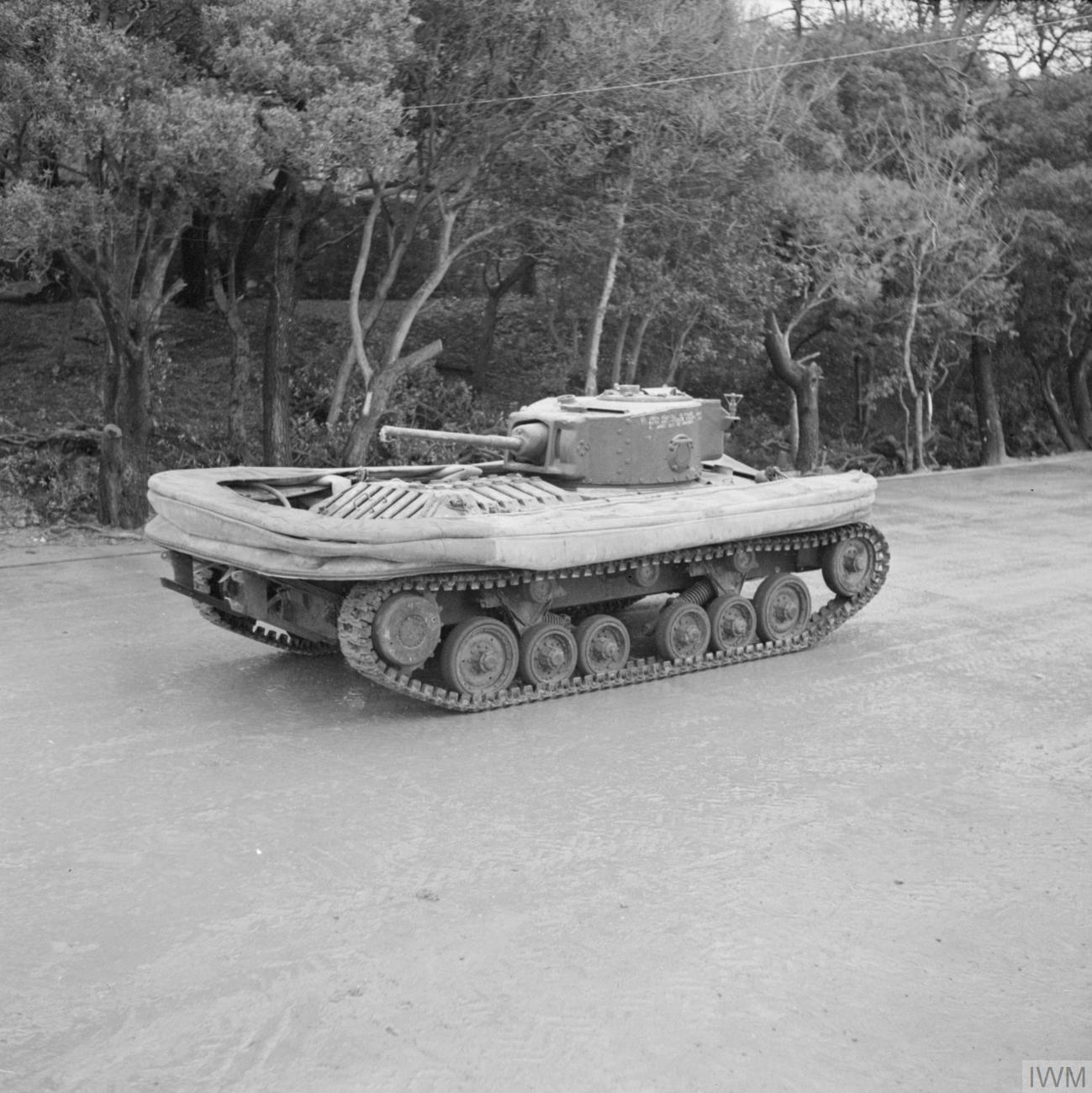
Valentine DD avec sa jupe relevée, Gosport, 14 janvier 1944.

Il s'agit de chars amphibies à double mode de propulsion (hélice et roues)Duplex Drive tank. Des Valentine V, IX et XI furent équipés de l'équipement Straussler et utilisés pour l'entraînement des équipages des Sherman M4 DD en prévision du débarquement de Normandie (voir Hobart's Funnies).
Valentine OP / Command
Cette version munie d'un faux canon et de radios supplémentaires était destinée au commandement.
Valentine CDL (Canal Defense Light)
La tourelle était remplacée par des projecteurs à arc destinés à aveugler l'ennemi.
Valentine Scorpion II

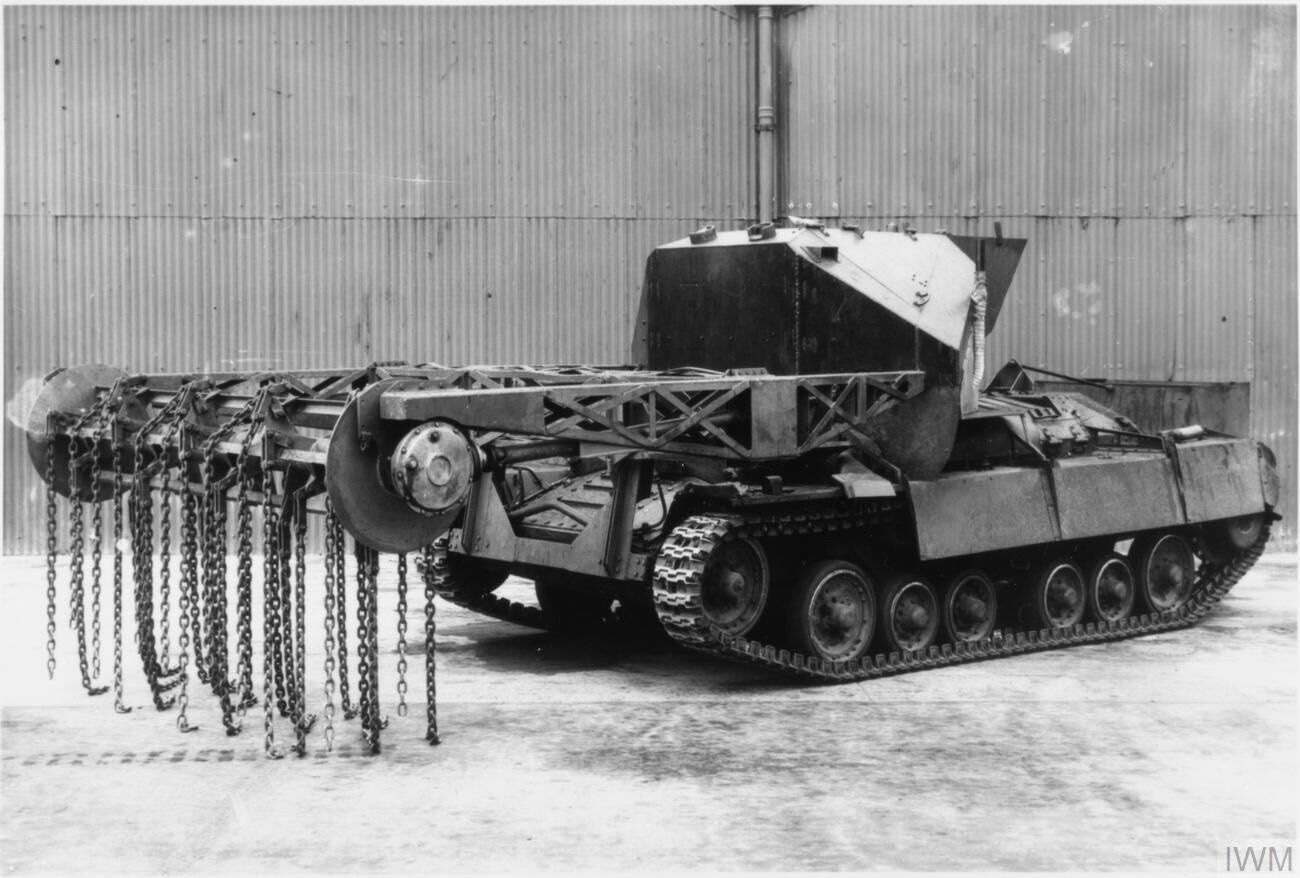
Valentine Scorpion.

Équipé d'un fléau rotatif pour faire sauter les mines, sans tourelle, ce modèle ne fut jamais utilisé sur le champ de bataille.
Valentine AMRA Mk Ib

Valentine AMRA avec rouleaux de déminage.

Muni de rouleaux pour le déminage, il ne fut pas utilisé non plus en opération.
Valentine Snake
Cet autre modèle utilisait un équipement de déminage Snake. Quelques-uns furent utilisés en opération.
Valentine Bridgelayer

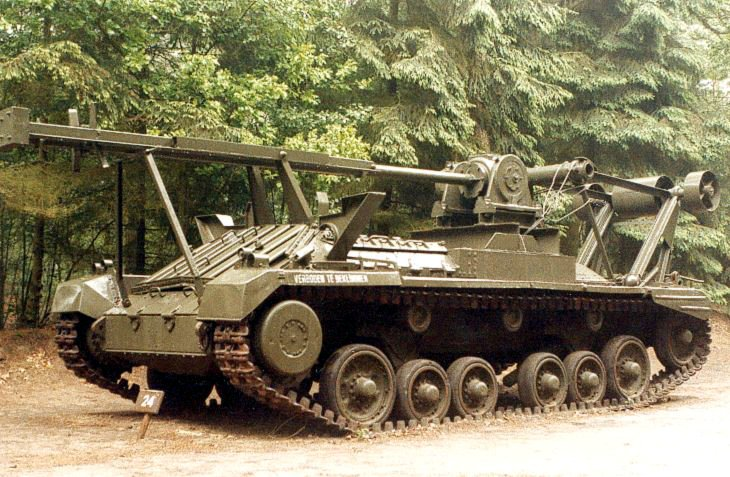
Valentine poseur de pont "nu" au musée d'Overloon (Pays-Bas).

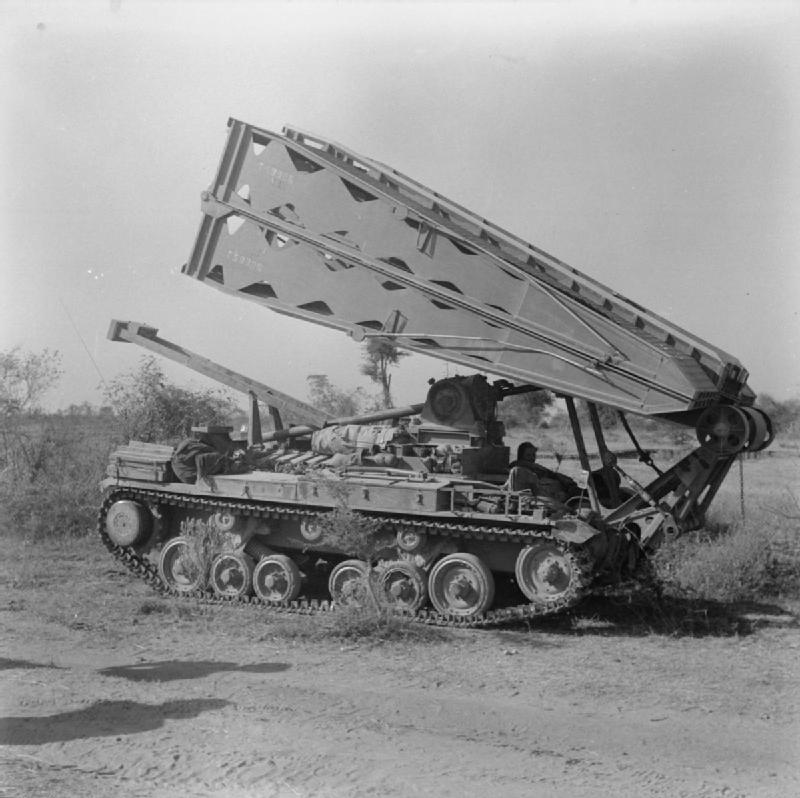
Valentine poseur de pont en Birmanie 1945

Sur ce modèle poseur de pont, la tourelle est remplacée par l'équipement 34' x 9.5' class 30 scissors bridge. Plusieurs dizaines furent produits, certains étant livrés à l'Union soviétique.
Valentine avec canon de 6 livres anti-char

Ce char fut construit en 1942 par Vickers pour étudier la possibilité de produire un chasseur de chars simple en montant un canon de 6 livres à la place de la tourelle. Il ne dépassa pas le stade des essais.
Valentine lance-flammes

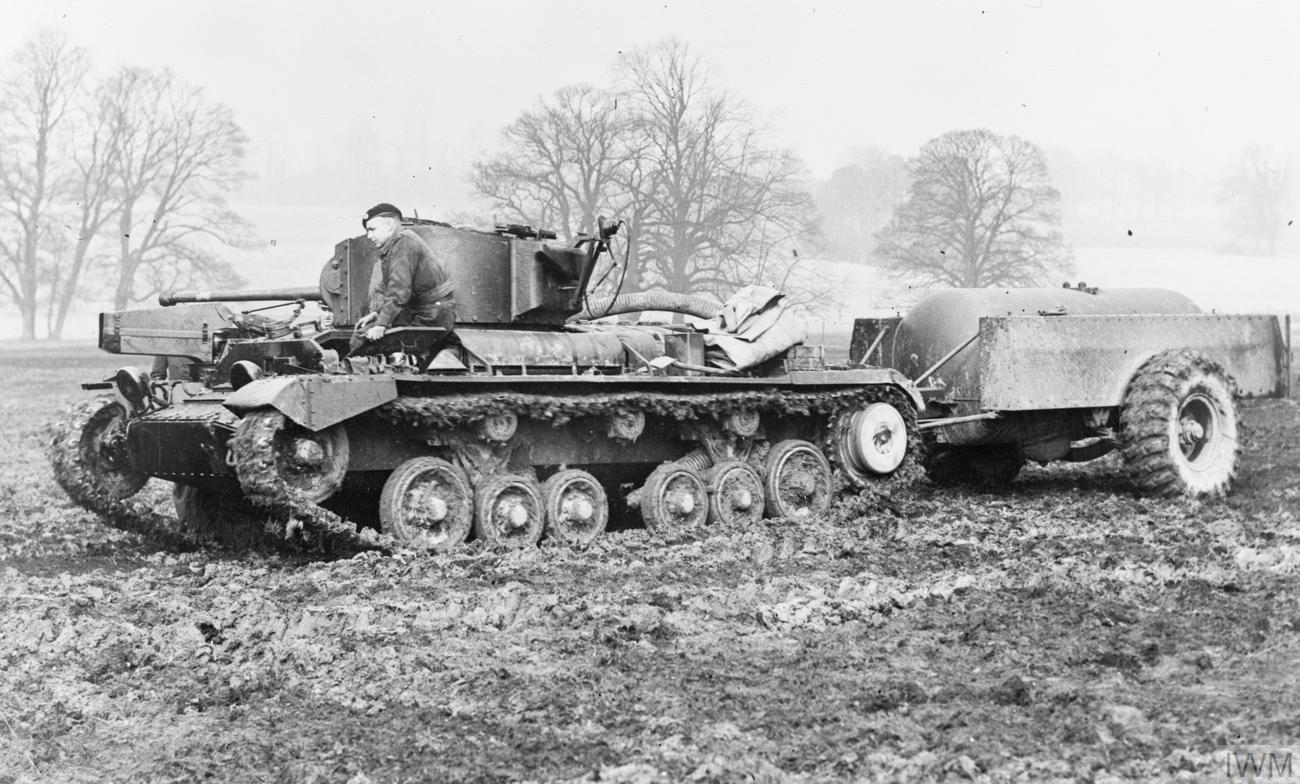
Valentine avec lance-flammes à gaz.

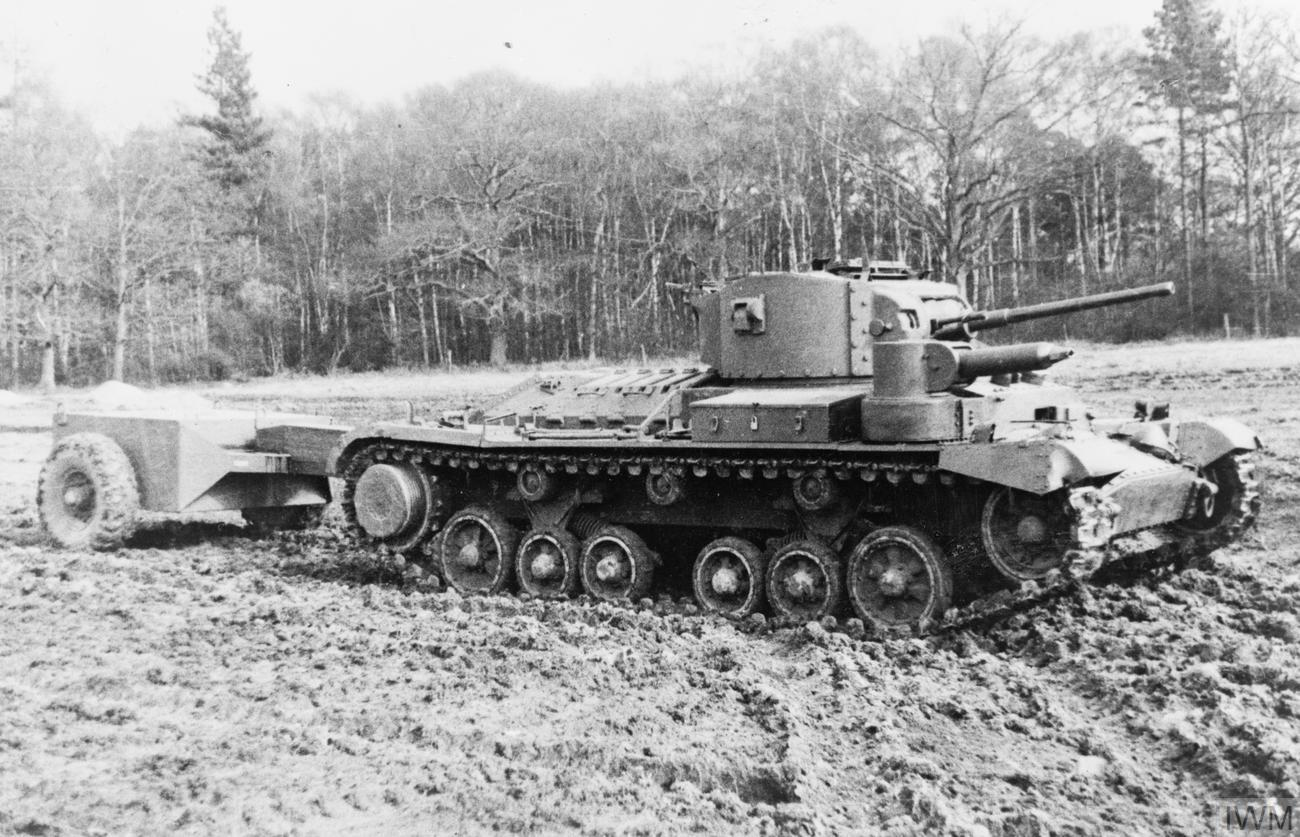
Valentine avec lance-flammes à cordite.

Deux chars Valentine furent modifiés par le Petroleum Warfare Dept pour déterminer quel serait le meilleur système pour un tank lance-flammes. L'un utilisait un projecteur mis à feu par des charges de cordite, l'autre un projecteur à gaz. Le combustible était transporté dans une remorque et le lance-flammes monté à l'avant de l'habitacle. Les essais débutèrent en 1942 et montrèrent que le système à gaz était meilleur. Ils débouchèrent sur l'installation du système Crocodile sur les 800 chars Churchill lance-flammes utilisés dans le nord-ouest de l'Europe en 1944-45.
Valentine à mortier de 7.92 pouces incendiaire

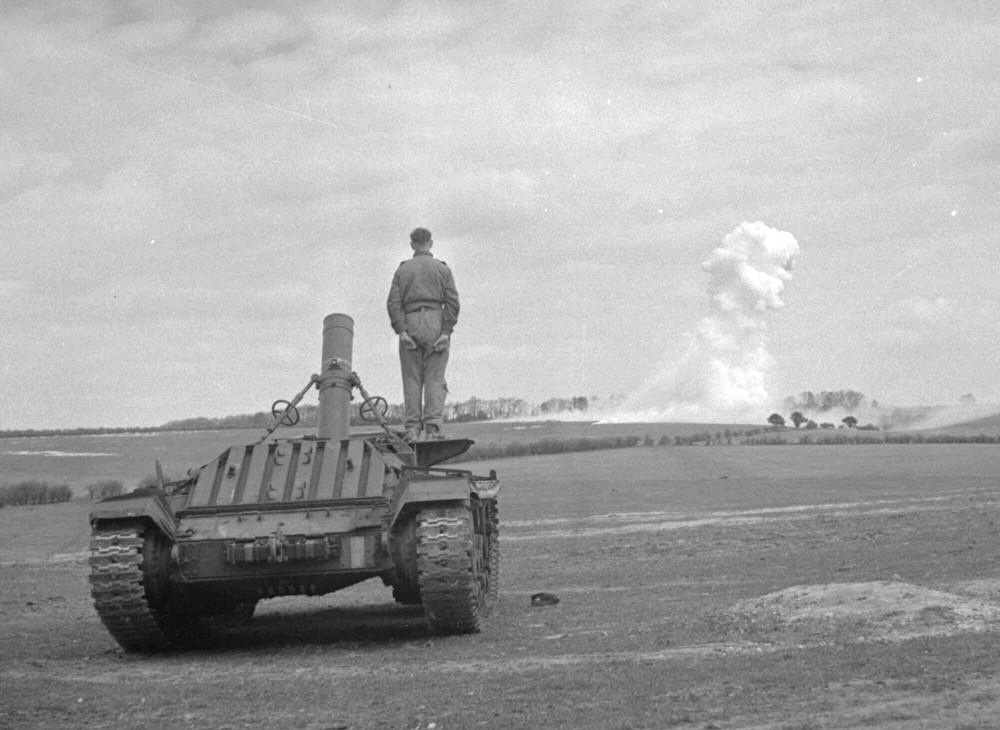
Mortier incendiaire monté sur un châssis de char Valentine, tirant des obus au phosphore durant des essais à Barton Stacey, 20 avril 1944.

C'est un Valentine à tourelle remplacée par un mortier lourd destiné à projeter des obus incendiaires de 25 livres (11,3 kg) de TNT pour démolir les fortifications. Le Petroleum Warfare Department procéda seulement à des essais, de 1943 à 1945. La portée maximale était de 1,8 km, mais la portée efficace ne dépassait pas 360 m.

### Véhicules basés sur le même châssis
- Le chasseur de chars Archer
- L'obusier Bishop
- Le Char Valiant (A38), prototype abandonné vers la fin de la guerre